# 要素価格均等化定理
要素価格均等化定理（ようそかかくきんとうかていり、英：The factor price equalization theorem）は、国際貿易によって要素価格の相対価格が国家間で均等化するという理論的結果のこと。ポール・サミュエルソンの1948年の論文で示された。ヘクシャー＝オリーン・モデルから導くことができる。

## 概要
2国、2財、2生産要素の経済を考える。生産要素として、資本と労働があるとする。2国間で生産技術が同一で、両方の国が両方の財を生産しているとする。これらの仮定の下では、生産要素の国際移動がなくても、自由貿易（財市場の完全統合）によって「自国の生産要素の相対価格」と「外国の生産要素の相対価格」が等しくなる。
- 自国が労働豊富国で外国が資本豊富国であれば、貿易によって自国では労働の相対価格（つまり賃金/資本レンタル）が上昇し、外国では資本の相対価格（つまり資本レンタル/賃金）が上昇する（つまり、賃金/資本レンタルが低下する）。閉鎖経済では豊富にある生産要素の相対価格が低いはずであるから、自国では初期時点で賃金が低かったのが貿易によって上昇し、外国では初期時点で資本レンタルが低かったのが貿易によって上昇する結果になる。つまり、安価な生産要素の価格が相対的に高価になり、高価な生産要素の価格が相対的に安価になる[1]。

- 完全競争市場では、生産要素の価値（価格）は「その生産要素の限界生産×財の価格」（限界生産物価値）に等しい。労働の限界生産は雇用されている労働者の量と資本の量に依存する。ある産業で雇用される労働者の数が増えれば、その産業での労働の限界生産は逓減する。資本の量が増えれば、同じ産業の労働の限界生産は上昇する。そして、限界生産物価値は財の価格に依存する。したがって、財の相対価格が2国間で等しくなることが要素価格均等化が起こる上で重要である。2国が貿易を開始すると、財の相対価格が2国間で同一になる。その結果、生産要素の相対価格も2国間で同一になる。

- この定理が意味することは、2国が貿易を開始すると、2国間で同一の産業の賃金が同じ水準に近づくということである。

- この定理はアバ・ラーナーによって1933年に既に発見されていたが、その論文が出版されたのはポール・サミュエルソンの論文が発表された1948年の4年後である1952年である[3]。ラーナー・ダイアグラムは、現在でも国際貿易理論を理解する上での重要なツールとして利用される。